# Broad Haven
Broad Haven (Welsh: Aber Llydan) Là một làng và khu nghỉ dưỡng ven biển ở phía đông nam vịnh St Bride ở đoạn cuối phía tây của đường B4341 phía nam Pembrokeshire, Wales.
Broad Haven và Little Haven cùng nhau tạo thành cộng đồng Havens thuộc bộ phận của Hội đồng hạt Pembrokeshire. Trong cuộc điều tra dân số năm 2001 số dân của Havens là 1.328. Nhà thờ duy nhất ở Broad Haven là nhà thờ Bap-tít, mặc dù có nhà thờ Anh giáo ở gần Little Haven. 

## Lịch sử

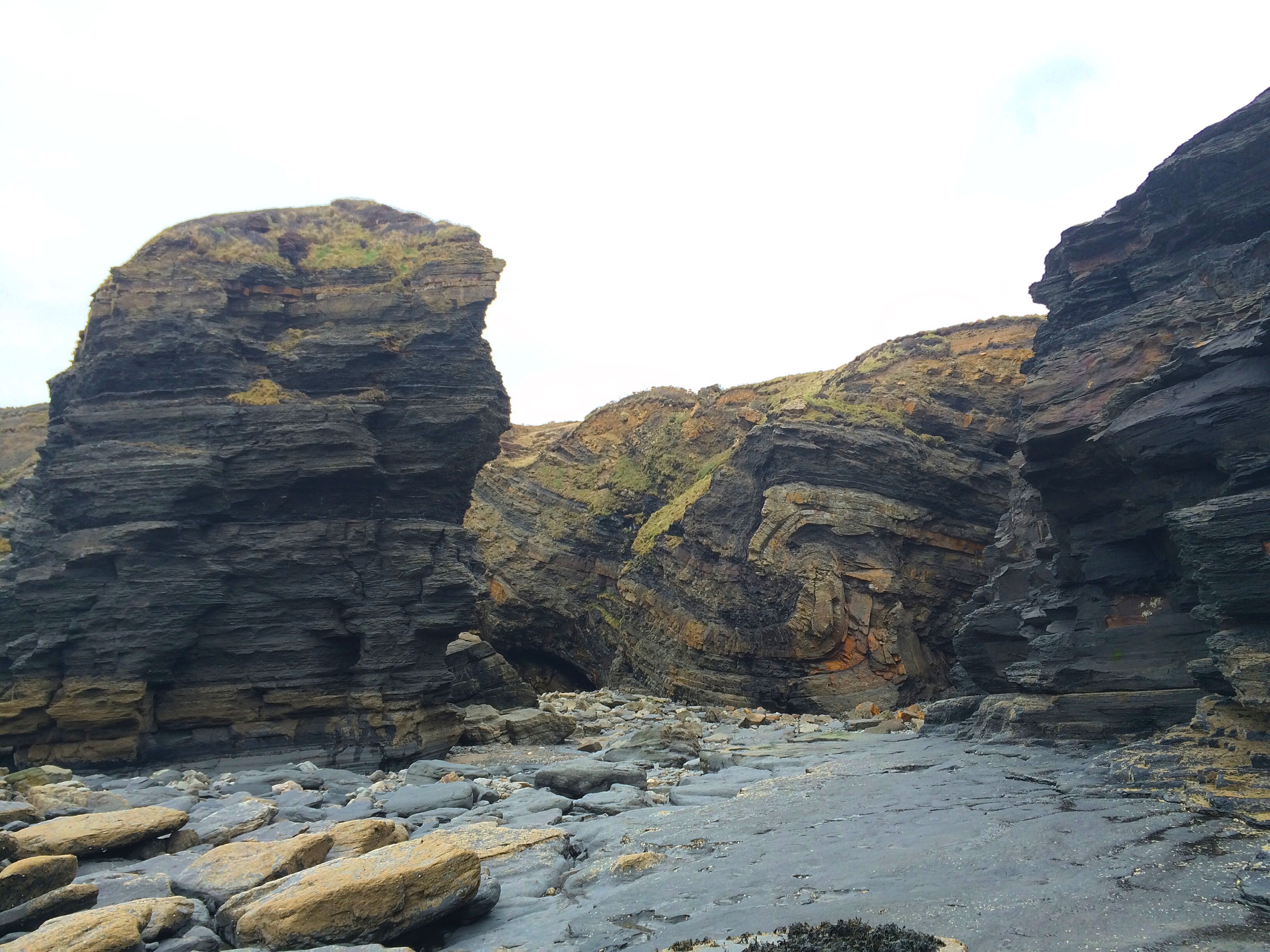
Đá ở bờ biển Broad Haven

Nguồn gốc của làng này ít được biết đến nhưng nó đã được biết đến như một khu nghỉ mát bên bờ biển kể từ năm 1800.

## Tam giác Broad Haven
In the năm 1970, khu vực được cho là có UFO và có biệt danh là tam giác Broad Haven theo cách đặt tên Tam giác Bermuda, từ một tiêu đề trong báo The Sun nói rằng Người ngoài hành tinh bí ẩn của tam giác đáng sợ. 

### Xác định
- Ngày 04 tháng 2 năm 1977, một tàu vũ trụ hình điếu xì gà được cho là đã hạ cánh trong một cánh đồng cạnh trường tiểu học Broadhaven. Một nhóm 14 trẻ em chơi bóng đá đã thấy tàu vũ trụ và một sinh vật màu bạc. Hiệu trưởng, Ralph Llewellyn, hỏi các em vẽ tàu vũ trụ và ông đã rất ngạc nhiên các bản vẽ rất giống nhau.
- Ngày 17 tháng 2 năm 1977, tàu vũ trụ này lại được khẳng định đã được nhìn thấy bởi một số giáo viên trong trường và một số người đang ăn tối, một người nói rằng đã nhìn thấy một sinh vật đi vào tàu vũ trụ.[2]
- Chủ khách sạn Haven Fort ở Little Haven khẳng định đã hình thấy vật thể hình 'cái chảo ngược' ngày 19 tháng 4 năm 1977 ở một cánh đồng với hai sinh vật nhìn giống con người.[3]